# Historia de la mineralogía
En un principio, el hombre fijó su atención en los minerales que podían servirle para satisfacer sus necesidades. Desde el primer momento utilizó el sílex, primero a partir de depósitos superficiales y más adelante incluso mediante explotaciones subterráneas. Mucho más adelante descubrió los metales nativos como el oro y la plata, que se deformaban fácilmente debido a su maleabilidad. Más tarde el cobre nativo, que pronto aprendió a extraer a partir de algunos de sus minerales, especialmente de la malaquita y de la azurita.
Posteriormente descubrió la aleación de éste con el estaño dándole más dureza, y el hierro que fue fundamental para impulsar la civilización. También, en el Neolítico, comenzó la utilización de minerales como la variscita para fabricar adornos. Los metales y su empleo han dado nombre a varios períodos de la Prehistoria como Edad del Cobre (calcolítico), Edad del Bronce y Edad del Hierro. Se han encontrado pinturas egipcias de más de 5000 años en las que se representan artesanos trabajando los minerales. A comienzos del Neolítico se empezaron a grabar signos en las piedras brillantes para aumentar sus poderes mágicos y al final de la Prehistoria se convirtieron en una especie de moneda que intercambiaban por aquello que deseaban poseer.
Los primeros escritos sobre mineralogía —la rama de la geología que estudia las propiedades físicas y químicas de los minerales—, especialmente sobre piedras preciosas, provienen de la antigua Babilonia, del antiguo mundo grecorromano, de la China antigua y medieval —parece que el documento más antiguo relacionado con minerales fue el libro chino San Hey Din (500 a. C.) que señalaba 17 minerales—, y de los textos sánscritos de la antigua India. Aristóteles compendió todo el saber de su época especialmente en ciencias naturales. Su sucesor, Teofrasto de Ereso escribió el que se puede considerar el primer tratado de mineralogía, Pery Lyton [Sobre las piedras], del que se conserva un fragmento bastante extenso y un tratado de los metales que se perdió. Plinio el Viejo, en su obra Naturalis Historia —libros 33, 34, 36 y 37— recopiló todo lo que en aquella época se sabía sobre minería , no solo describiendon muchos minerales diferentes, sino también explicando muchas de sus propiedades, aunque dejando sin respuesta la regularidad que presentan los cristales. Lo mismo hizo el científico persa Al Biruni en Kitab al Jawahir ('Libro de piedras preciosas'). Isidoro de Sevilla en sus Etimologías salvó la cultura clásica para la posteridad, en el libro XVI dedica 24 capítulos a la mineralogía, esta obra ha pasado a la posteridad con el nombre de Lapidario de San Isidoro. En el siglo XIII el filósofo alemán Alberto Magno en su obra De mineralibus describe una serie de especies mineralógicas. El rey de Castilla y León, Alfonso X "El Sabio" publicó el libro El lapidario, curioso estudio de los minerales en el que incluían las piedras preciosas en su relación con los signos del zodíaco.
El especialista del Renacimiento alemán Georg Bauer (Georgius Agricola) escribió obras  en latín que comenzaron el enfoque científico del tema, como De Natura Fossilium (1546) y De re metallica (publicada póstumamente en 1556, con privilegio y licencia del rey Enrique IV de Francia, de la que se hicieron traducciones al alemán y al italiano en ese mismo siglo. Las ediciones en castellano e inglés se publicaron en el siglo XX). Su obra constaba de 12 libros o capítulos tratando cuanto se refería a la minería y mineralogía con 291 grabados. Y fue en la Europa posterior al Renacimiento cuando se emprendieron los estudios científicos sistemáticos de los minerales y las rocas. El estudio moderno de la mineralogía basado en los principios de la cristalografía (los orígenes de la cristalografía geométrica, en sí mismos, se remontan a la mineralogía practicada en los siglos XVIII y XIX) y al estudio microscópico de las secciones de roca empezó con la invención del microscopio en el siglo XVII.
En 1669, el anatomista y geólogo danés Niels Stessen (Nicolás Steno), observó  por primera vez la regularidad geométrica en la formación de los cristales, la ley de la constancia de los ángulos interfaciales (también conocida como la primera ley de la cristalografía) en los cristales de cuarzo.: 4  Esto fue más tarde generalizado y establecido experimentalmente en 1783 por Jean-Baptiste Romé de l'Isle, que confirmó el descubrimiento de la constancia de los ángulos diedros de los cristales de una misma especie mineral, que ya había sido descrita por el profesor Lomonosov en 1745. René Just Haüy, sacerdote, físico y mineralogista francés considerado el «padre de la cristalografía moderna», debido a la caída de un cristal de calcita, descubrió que todos los cristales de este mineral estaban compuestos por la adición de romboedros elementales cadá vez menores cuando se rompía un nuevo fragmento, hasta cristales prácticamente invisibles a simple vista. En su obra Traité de la cristallographie estableció las bases de una nueva ciencia, la cristalografía, que agrupa los cristales según la simetría de su cristalización y demostró que los cristales son periódicos y estableció que las orientaciones de las caras de los cristales se pueden expresar en términos de números racionales, como se codificó más adelante en los índices de Miller.: 4 
El francés Auguste Bravais sentó las bases de la estructura cristalina. A partir de la invención en 1809 del goniómetro de reflexión por William Hyde Wollaston, se realizaron con más exactitud las medidas angulares en los cristales.
En 1814, el químico sueco Jöns Jacob Berzelius, basándose en algunos hallazgos de Eilhard Mitscherlich,  introdujo una clasificación de los minerales basada en su química en lugar de en su estructura de cristal. William Nicol  desarrolló el prisma de Nicol, que polariza la luz, en 1827-1828 mientras estudiaba la madera fosilizada; Henry Clifton Sorby demostró que las secciones delgadas de los minerales podían identificarse por sus propiedades ópticas utilizando un microscopio de luz polarizada.: 4 : 15  James D. Dana publicó en 1837 su primera edición de A System of Mineralogy  y en una edición posterior introdujo una clasificación química que sigue siendo la norma.: 4 : 15 
En el siglo XIX y principios del siglo XX la minería alcanzó gran difusión y por tanto también el coleccionismo de minerales que motivó la posibilidad de encontrar abundantes piezas de gran valor y la creación de grandes museos en Europa y Norteamérica.
En el siglo XX, la difracción de rayos X fue demostrada por  Max von Laue en 1912, y ya desarrollada, se convirtió en una herramienta para analizar la estructura cristalina de los minerales por parte del equipo padre/hijo  William Henry Bragg y William Lawrence Bragg.: 4 
Más recientemente, la ciencia —impulsada por los avances en la técnica experimental (como la microscopía electrónica, el microanálisis por rayos X o la difracción de neutrones) y el poder computacional disponible, el último de los cuales ha permitido simulaciones a escala atómica extremadamente precisas del comportamiento de los cristales—, se ha diversificado para considerar problemas más generales en los campos  de la química inorgánica y de la física del estado sólido. Sin embargo, mantiene su enfoque sobre las estructuras cristalinas que se encuentran comúnmente en los minerales formadores de rocas (como las perovskitas, los minerales arcillosos y los silicatos estructurales). En particular, el campo ha hecho grandes avances en la comprensión de la relación entre la estructura a escala atómica de los minerales y de su función; en la naturaleza, serían ejemplos destacados la medición y predicción precisas de las propiedades elásticas de los minerales, lo que ha llevado a una nueva comprensión del comportamiento sismológico de las rocas y las discontinuidades relacionadas con la profundidad en los sismogramas del manto terrestre. Para este fin, en su enfoque sobre la conexión entre los fenómenos de escala atómica y las propiedades macroscópicas, las ciencias minerales (como se las conoce comúnmente) muestran tal vez más una superposición con la ciencia de los materiales que cualquier otra disciplina.

## Europa y Oriente Medio

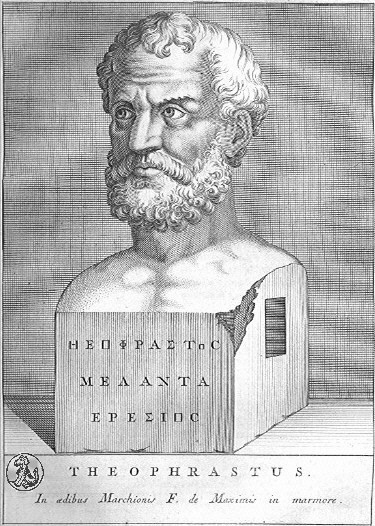
Teofrasto

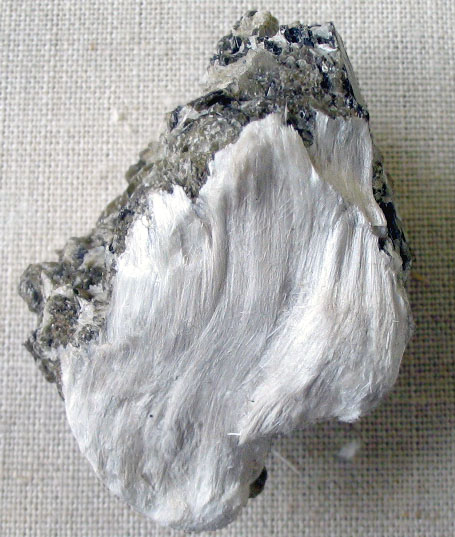
Amianto fibroso sobre moscovita

Los escritores antiguos griegos Aristóteles (384-322 a. C.) y Teofrasto (370-285 a. C.) fueron los primeros autores en la tradición occidental en escribir sobre los minerales y sus propiedades, así como en dar explicaciones metafísicas sobre ellos. El filósofo griego Aristóteles escribió Meteorologica, y en ella hipotetizó que todas las sustancias conocidas estaban compuestas de agua, aire, tierra y fuego, con las propiedades de sequedad, humedad, calor y frío. El filósofo y botánico griego Teofrasto escribió Pery Lyton, en la que aceptaba la opinión de Aristóteles, y dividía los minerales en dos categorías: aquellos afectados por el calor y aquellos afectados por la humedad.
La teoría metafísica de Aristóteles sobre la emanación y exhalación (anathumiaseis) incluía una temprana especulación sobre las ciencias de la tierra, incluida la mineralogía. Según su teoría, aunque se suponía que los metales se congelarían mediante la exhalación húmeda, la exhalación gaseosa seca (pneumatodestera) era la causa eficiente de los minerales encontrados en el suelo de la Tierra. Postuló estas ideas utilizando ejemplos de humedad en la superficie de la tierra (un vapor húmedo «potencialmente como agua»), mientras que el otro era de la propia tierra, perteneciente a los atributos de caliente, seco, ahumado y altamente combustible («potencialmente como fuego»). La teoría metafísica aristotélica tuvo una amplia influencia desde la antigüedad en las teorías encontradas en la Europa medieval posterior, como señaló el historiador Berthelot:

La teoría de las exhalaciones fue el punto de partida de ideas posteriores sobre la generación de los metales en la tierra, que encontramos con Proclus y que reinó a lo largo de la Edad Media.
The theory of exhalations was the point of departure for later ideas on the generation of metals in the earth, which we meet with Proclus, and which reigned throughout the middle ages.
Berthelot

La terminología griega antigua sobre los minerales también se ha incorporado y generalizado a lo largo del tiempo en los tiempos modernos. Por ejemplo, la palabra griega asbestos (que significa 'inextinguible' o 'insaciable'), para designar el mineral inusual conocido hoy en día que contiene estructura fibrosa. Los historiadores antiguos Estrabón (63 a. C.-19 d. C.) y Plinio el Viejo (23-79 d. C.) escribieron sobre el asbesto, sobre sus cualidades y origen, con la creencia helenística de que era de un tipo de vegetal. Plinio el Viejo lo catalogó como un mineral común en la India, mientras que el historiador chino Yu Huan (239-265) enumeró esta «tela ignífuga» como un producto de la antigua Roma o de Arabia (en chino: Daqin). Aunque la documentación sobre los minerales en la antigüedad no se ajusta a la forma de la clasificación científica moderna, si hubo un extenso trabajo escrito sobre mineralogía temprana. 

### Plinio el Viejo

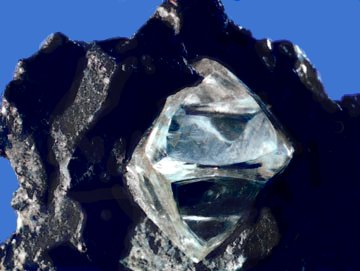
Forma octoédrica del diamante

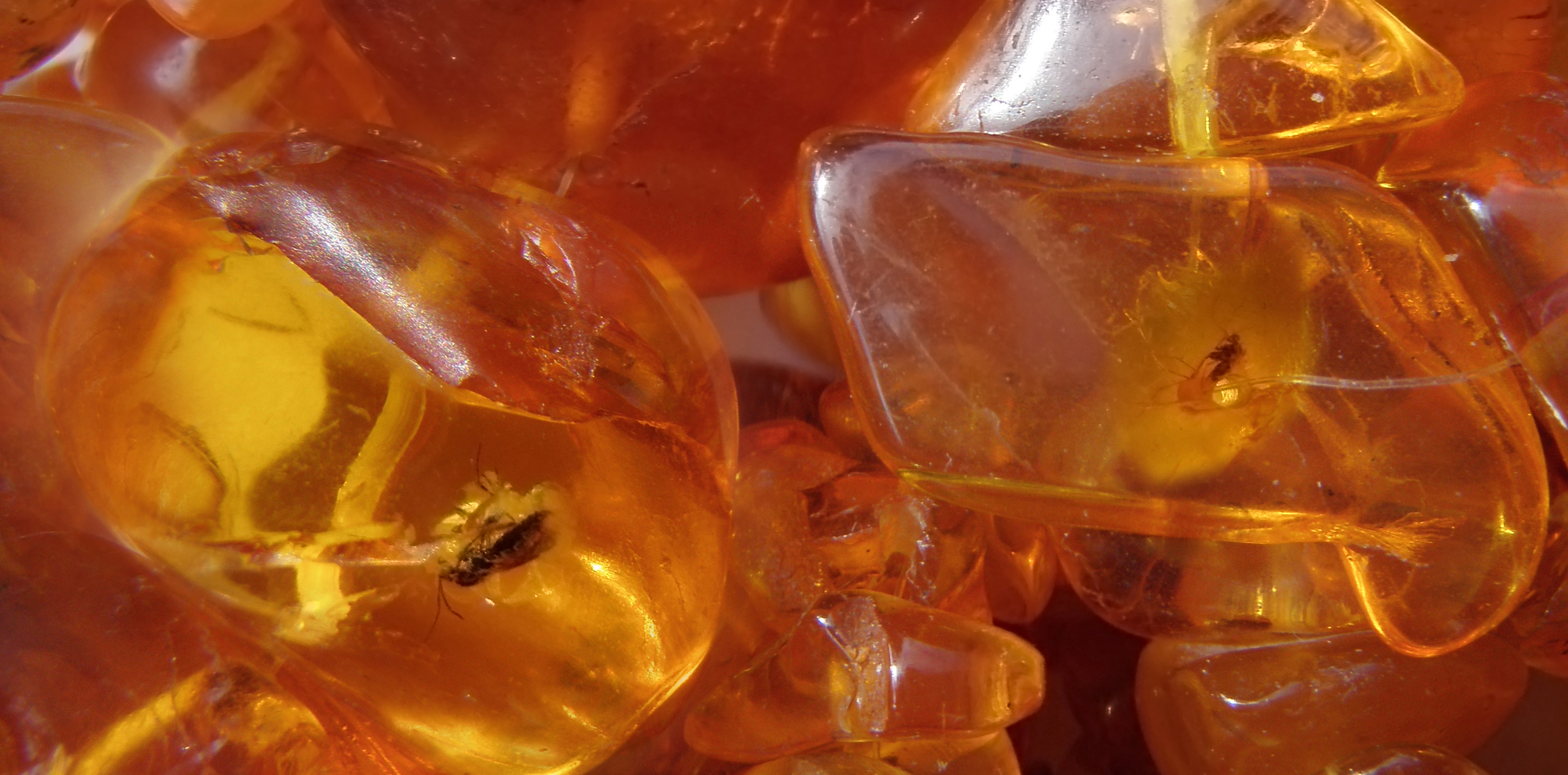
Collar de ámbar báltico con insectos atrapados

Plinio el Viejo, por ejemplo, dedicó cinco volúmenes completos de su obra Naturalis Historia (77 d. C. a la clasificación de «tierras, metales, piedras y gemas». No solo describe muchos minerales desconocidos o no tratados por Teofrasto, sino que también analiza sus aplicaciones y propiedades Fue el primero en reconocer correctamente el origen del ámbar, por ejemplo, como el remanente fosilizado de resina de árbol a partir de la observación de insectos atrapados en algunas muestras. Sentó la base de la cristalografía al hablar del hábito de los cristales, especialmente de la forma octaédrica del diamante. Su discusión sobre los métodos de minería no tuvo rival en el mundo antiguo e incluía, por ejemplo, un relato de un testigo ocular sobre la minería de oro en el norte de España, un relato que está totalmente confirmado por las investigaciones modernas.
Sin embargo, antes de los trabajos fundacionales más definitivos sobre mineralogía en el siglo XVI, los antiguos no reconocieron más que aproximadamente 350 minerales que enumeraron y describieron.

### Jabir y Avicena
Con filósofos como Proclo, la teoría del neoplatonismo también se difundió en el mundo islámico durante la Edad Media, proporcionando una base para las ideas metafísicas sobre la mineralogía en el Medio Oriente medieval. Los científicos islámicos medievales también ampliaron esto, incluido el científico persa Ibn Sina (ابوعلى سينا / پورسينا), (980-1037), también conocido como Avicena, que rechazó la alquimia y la noción anterior de los metafísicas griegos de que los elementos metálicos y otros podían ser transformados unos en otros. Sin embargo, lo que era en gran medida cierto de las antiguas ideas metafísicas griegas y medievales sobre la mineralogía, era el lento cambio químico en la composición de la corteza de la Tierra. También destacó el alquimista y científico islámico Jābir ibn Hayyān (721-815), quien fue el primero en llevar el método experimental a la alquimia. Ayudado por las matemáticas griegas y las matemáticas islámicas, descubrió las síntesis para el ácido clorhídrico, el ácido nítrico, la destilación y la cristalización (las dos últimas son esenciales para la comprensión de la mineralogía moderna).

### Georgius Agricola, «padre de la mineralogía»

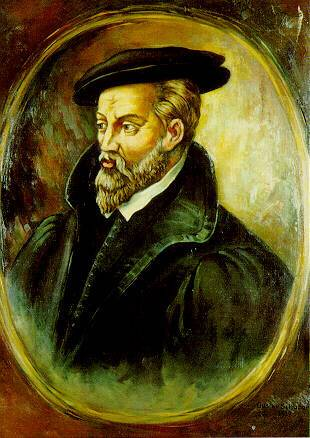
Agricola, autor de De re metallica

A principios del siglo XVI, los escritos del científico alemán Germán Bauer, conocido por el seudónimo Georgius Agricola (1494-1555), en su Bermannus, sive de re metallica dialogus (1530) se consideran el establecimiento oficial de la mineralogía en el sentido moderno de su estudio. Escribió el tratado mientras trabajaba como médico de la ciudad de Joachimsthal y hacía observaciones en lo que era entonces un centro minero y de industrias de fundición metalúrgica. En 1544, publicó su obra escrita De ortu et causis subterraneorum, que se considera la obra fundacional de la geología física moderna. En él (al igual que Avicena) criticaba duramente las teorías expuestas por los antiguos griegos, como Aristóteles. Su trabajo sobre mineralogía y metalurgia continuó con la publicación De veteribus et novis metallis en 1546, y culminó en su trabajo más conocido, el De re metallica de 1556. Era una obra impresionante qen la que además de describir las aplicaciones de la minería, la refinación y la fundición de los metales, incluía discusiones sobre la geología de los cuerpos de mineral, sobre topografía, y sobre la construcción de minas y su ventilación. Elogiaba a Plinio el Viejo por su trabajo pionero Naturalis Historia y hacía extensas referencias a su discusión sobre los minerales y sus métodos de extracción. Durante los dos siglos siguientes, esa obra seconsideraba el texto más autorizado sobre la minería en Europa.
Agricola tenía muchas teorías sobre mineralogía que se basaban en la observación empírica, incluida la comprensión del concepto de canales de mena que se habrían formado por la circulación de las aguas subterráneas ('succi') en fisuras aparecidas con posterioridad a la deposición de las rocas circundantes. Como se señalará más adelante, también los chinos medievales tenían anteriormente concepciones similares.
Por sus obras, Agricola fue conocido póstumamente como el «padre de la mineralogía».
Después del trabajo fundacional escrito por Agricola, la comunidad científica está ampliamente de acuerdo en que Gemmarum et Lapidum Historia de Anselmus de Boodt (1550–1632) de Brujas, es el primer trabajo definitivo sobre mineralogía moderna. El químico minero alemán J.F. Henckel escribió su Flora Saturnisans en 1760, que fue el primer tratado en Europa que trataba los minerales geobotánicos, aunque los chinos los mencionaron ya en tratados anteriores de 1421 y 1664. Además, el escritor chino Du Wan hizo claras referencias a los procesos de desgaste y erosión en su Yun Lin Shi Pu de 1133, mucho antes de la obra de Agricola de 1546.

## China y Lejano Oriente
En la antigua China, la lista literaria de minerales más antigua se remonta al menos al siglo IV a. C., con el libro Ji Ni Zi que enumera veinticuatro de ellos. Las ideas chinas de mineralogía metafísica se remontan al menos a la antigua dinastía Han (202 a. C.-220 d. C.). Desde el texto del Huai Nan Zi del siglo II a. C., los chinos usaron términos ideológicos taoístas para describir la meteorología, las precipitaciones, los diferentes tipos de minerales, la metalurgia y la alquimia. Aunque la comprensión de estos conceptos en los tiempos de Han era de naturaleza taoísta, las teorías propuestas eran similares a la teoría aristotélica de las exhalaciones mineralógicas (señalada más arriba). En el 122 a. C., los chinos formularon así la teoría de la metamorfosis de los minerales, aunque es notada por historiadores como Dubs que la tradición de la doctrina china alquimia-mineralógica se remonta a la Escuela de Naturalistas dirigida por el filósofo Zou Yan (305-240 a. C.). Dentro de las amplias categorías de rocas y piedras (shi) y de metales y aleaciones (jin), en tiempos de Han, los chinos tenía cientos (si no miles) de tipos enumerados de piedras y minerales, junto con teorías sobre cómo se habrían formado.
En el siglo V d. C., el príncipe Qian Ping Wang de la dinastía Liu Song escribió en la enciclopedia Tai-ping Yu Lan (ca. 444 dC, del libro perdido Dian Shu, o 'Gestión de todas las técnicas'):

Las cosas más preciosas del mundo se almacenan en las regiones más internas de todas. Por ejemplo, hay oropimente. Después de mil años se convierte en realgar. Después de otros mil años, el realgar se transforma en oro amarillo.
The most precious things in the world are stored in the innermost regions of all. For example, there is orpiment. After a thousand years it changes into realgar. After another thousand years the realgar becomes transformed into yellow gold.
Qian Ping Wang

En la China antigua y medieval, la mineralogía quedó firmemente vinculada a las observaciones empíricas en farmacopea y medicina. Por ejemplo, el famoso horólogo e ingeniero mecánico Su Song (1020-1101) de la dinastía Song (960-1279) escribió sobre mineralogía y farmacología en su Ben Cao Tu Jing de 1070. En ella creó un enfoque sistemático para el listado de varios minerales diferentes y sobre su uso en mezclas medicinales, como el de todas las formas de mica que se pueden usar para curar varios males a través de la digestión. Su Song también escribió sobre la fractura subconcoidal del cinabrio nativo, signos de yacimientos de menas, y proporcionó una descripción sobre la forma del cristal. Similar a los canales de mena formados por la circulación del agua subterránea mencionados anteriormente con el científico alemán Agricola, Su Song hizo declaraciones similares con respecto al carbonato de cobre, al igual que el anterior Ri Hua Ben Cao de 970 con el sulfato de cobre.
El científico de la dinastía Yuan Zhang Si-xiao (fallecido en 1332) proporcionó un innovador tratado sobre la concepción de los yacimientos de mineral a partir de la circulación de las aguas subterráneas y las fisuras de las rocas, dos siglos antes de que Georgius Agricola llegara a conclusiones similares. En su Suo-Nan Wen Ji, aplica esta teoría al describir la deposición de minerales por evaporación (o precipitación de) las aguas subterráneas en los canales de mena.
Además de la teoría alquímica ya mencionada, escritores chinos posteriores como el médico de la dinastía Ming Li Shizhen (1518-1593) escribieron sobre la mineralogía en términos similares a la teoría metafísica de Aristóteles, como escribió este último en su tratado farmacéutico Běncǎo Gāngmù (本草綱目, Compendio de Materia Médica, 1596). Otra figura de la era Ming, el famoso geógrafo Xu Xiake (1587-1641) escribió sobre lechos minerales y esquistos de mica en su tratado. Sin embargo, mientras la literatura europea sobre mineralogía se ampliaba y variaba, los escritores de las dinastías Ming y Qing escribieron poco sobre el tema (incluso en comparación con los chinos de la era Song anterior). Las únicas obras de estas dos eras que vale la pena mencionar son el Shi Pin ('Jerarquía de las piedras') de Yu Jun en 1617, el Guai Shi Lu ('Rocas extrañas') de Song Luo en 1665, y el Guan Shi Lu ('Una mirada a las piedras') en 1668. Sin embargo, una figura de la era Song que vale la pena mencionar sobre todo es Shen Kuo.

### Teorías de Shen Kuo

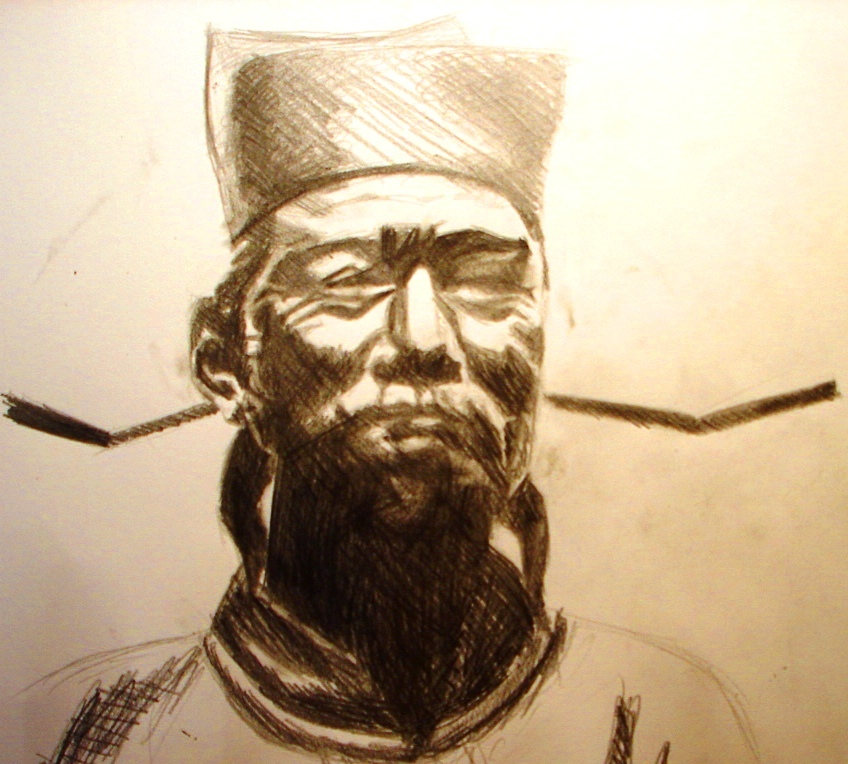
Shen Kuo (沈括) (1031-1095))

El estadista y científico de la dinastía china Song, Shen Kuo (1031-1095), escribió sobre su teoría de la formación de la tierra con conceptos de mineralogía. En su Meng Xi Bi Tan (梦溪笔谈; 'Ensayos piscina de los Sueños', 1088), Shen formuló una hipótesis sobre el proceso de formación de la tierra (geomorfología) basándose en su observación de conchas fósiles marinas en un estrato geológico en las montañas Taihang, localizadas a cientos de kilómetros del océano Pacífico. Infirió que la tierra estaba formada por la erosión de las montañas y por la deposición de sedimentos, y describió la erosión del suelo, la sedimentación y el levantamiento. En un trabajo anterior suyo (de alrededor de 1080), escribió sobre un curioso fósil de una criatura probablemente marina que se encontró muy al interior. También es interesante observar que el autor contemporáneo del Xi Chi Cong Yu atribuyó la idea de lugares particulares bajo del mar donde las serpientes y los cangrejos estaban petrificados a un Wang Jinchen. Con los escritos de Shen Kuo del descubrimiento de fósiles, formuló una hipótesis sobre el cambio de los climas geográficos a lo largo del tiempo.< Esto se debió a la aparición de cientos de bambúes petrificados que se encontraban bajo tierra en el clima seco del norte de China, cuando un enorme desprendimiento de tierras en la orilla de un río los reveló. Shen supuso que en tiempos prehistóricos, el clima de Yanzhou debía de haber sido muy lluvioso y húmedo como lo era en ese momento en el sur de China, en el que los bambúes podrían crecer.
De manera similar, el historiador Joseph Needham comparó el relato de Shen con el científico escocés Roderick Murchison (1792–1871), que se convirtió en geólogo después de observar un providencial desprendimiento de tierras. Además, la descripción de Shen de la deposición sedimentaria es anterior a la de James Hutton, quien escribió su innovador trabajo en 1802 (considerado el fundamento de la geología moderna). El influyente filósofo Zhu Xi (1130-1200) escribió sobre este curioso fenómeno natural de los fósiles también, y se sabía que había leído las obras de Shen Kuo. En comparación, la primera mención sobre fósiles encontrados en Occidente se hizo casi dos siglos después con Luis IX de Francia en 1253, quien descubrió fósiles de animales marinos (según lo registrado en los archivos de Joinville de 1309).

## América
Quizás el texto de mineralogía más influyente en los siglos XIX y XX fue el Manual of Mineralogy [Manual de Mineralogía] de James Dwight Dana, profesor de Yale, publicado por primera vez en 1848. La cuarta edición de 1887 se tituló Manual of Mineralogy and Lithology [Manual de Mineralogía y Litología], se convirtió en un texto estándar de la universidad, y ha sido revisada y actualizada continuamente por una sucesión de editores como W. E. Ford (13.ª y 14.ª ed., 1912-1929), Cornelius S. Hurlbut (15.ª a 21.ª ed., 1941-1999), y Cornelis Klein (comenzando en la 22.ª). La edición número 23 ya está impresa bajo el título Manual of Mineral Science (Manual of Mineralogy) (2007), revisado por Cornelis Klein y Barbara Dutrow.
Igualmente influyente fue el System of Mineralogy [Sistema de Mineralogía] de Dana, publicado por primera vez en 1837, que se ha actualizado y revisado sistemáticamente. La sexta edición (1892) fue editada por su hijo Edward Salisbury Dana. Una séptima edición se publicó en 1944, y la octava edición se publicó en 1997 con el título Dana's New Mineralogy: The System of Mineralogy of James Dwight Dana and Edward Salisbury Dana, [Nueva Mineralogía de Dana: El sistema de mineralogía de James Dwight Dana y Edward Salisbury Dana], editado por R. V. Gaines et al.